# August Bachmayr
August Bachmayr (* 20. August 1918 in Steinbach an der Steyr; † 26. Februar 1977 Aschach an der Steyr) war ein österreichischer Politiker (ÖVP), Landesbediensteter und Landwirt. Er war Abgeordneter zum Oberösterreichischen Landtag, Vizebürgermeister von Aschach an der Steyr und Dritter Landtagspräsident des Oberösterreichischen Landtages.

## Leben
Bachmayr war als Kraftfahrer beim Bezirksbauamt Steyr beschäftigt und arbeitete zudem als Kleinlandwirt. Er engagierte sich für die ländlichen Arbeitnehmer und setzte sich auch für Landarbeiter und die Kleinbauernschaft ein. Seine Schwerpunkte setzte er insbesondere in der Sozialversicherung, des Weiteren war er über zwei Jahrzehnte in der Lokalpolitik und schließlich durch zwei Legislaturperioden in der Landespolitik aktiv. Er war Kammerrat der Landarbeiterkammer und wurde 1948 in die Hauptversammlung der Land- und Forstwirtschaftliche Sozialversicherungsanstalt gewählt. Er war ab 1950 auch Mitglied der Landwirtschaftskrankenkasse Oberösterreich und ab 1968 Vorsitzender-Stellvertreter des Überwachungsausschusses der Landwirtschaftskrankenkasse Oberösterreich. Des Weiteren hatte er die Funktion des Obmanns der Elektrizitätsgenossenschaft von Aschach an der Steyr und jene des Obmann-Stellvertreters des Verbandes der Elektrizitätsgenossenschaften Oberösterreichs inne. Lokalpolitisch war er zwischen 1955 und 1973 Gemeinderat in Aschach an der Steyr, wobei er zwischen 1956 und 1967 auch als Vizebürgermeister fungierte. Er vertrat die Österreichische Volkspartei zwischen dem 19. November 1955 und dem 16. November 1967 im Oberösterreichischen Landtag, wobei er zwischen dem 19. November 1955 und dem 20. Oktober 1961 auch als Dritter Präsident des Oberösterreichischen Landtags fungierte, wobei er in dieser Funktion dem ehemaligen Landesrat und Landesschulratspräsidenten Jakob Mayr nachgefolgt war.
Nach seinem Tod wurde in seiner Heimatgemeinde Aschach an der Steyr die August-Bachmayr-Straße nach ihm benannt. Auch der „August-Bachmayr-Gedenkwanderweg“ erinnert an ihn.